# Marginalezonelymfoom
Het marginalezonelyfoom (MZL) is een indolent/laaggradig non-hodgkinlymfoom (lymfeklierkanker). Het lymfoom ontstaat uit ongeremde celdeling tijdens de uitrijping van kleincellige B-lymfocyten vanuit de marginale zone van de lymfeknoop.
De meeste patiënten zijn ouder dan 60 jaar, maar het lymfoom treft ook jongvolwassenen (20 jaar en ouder).
Meestal hebben patiënten geen of weinig klachten, waardoor het lymfoom vaak laat wordt ontdekt. Vrouwen worden vaker getroffen dan mannen.

## Subtypen
MZL kent drie verschillende vormen: nodaal, extranodaal en in de milt (splenisch).
Nodaal MZL (NMZL)Nodaal MZL komt voor in de lymfeklieren (en daarbuiten in gevorderde stadia).
Extranodaal MZL (EMZL, ook MALT-lymfoom)Extranodaal MZL komt voor buiten de lymfeklieren (in de weke delen van het lichaam, voornamelijk de slijmvliezen). Wanneer geen andere lokalisaties worden aangetroffen heeft deze vorm de beste prognose.
MZL van de milt (SMZL)MZL van de milt (splenisch) komt voor in de milt en heeft over het algemeen een slechte prognose, tenzij de milt wordt verwijderd (splenectomie) en de vorm van kanker geen andere lokalisaties heeft.

## Symptomen & verschijnselen
De meeste patiënten hebben geen of weinig klachten. Symptomen zijn afhankelijk van de vorm van het lymfoom, het stadium en waar het lymfoom zich bevindt:
- Splenomegalie
- Opgezette lymfeklieren
- Algehele malaise
- Nachtzweten (profuus)
- Huidproblemen, zoals blaren of netelroos
- Bloedarmoede en trombocytopenie

## Diagnose
Diagnose vindt altijd plaats middels een beenmergonderzoek, een lymfeklierextirpatie of een biopt van het aangedane weefsel. Ann Arbor-stadiëring is het stadiëringssysteem dat wordt gebruikt om het stadium van de aandoening te bepalen, waarop vervolgens een behandeling wordt gebaseerd.

## Behandeling
Bij patiënten met geen of weinig klachten en wanneer de ziekte geen bedreiging vormt voor het leven van de patiënt, kan de arts besluiten een afwachtend beleid toe te passen.
Bij sommige vormen van het marginalezonelymfoom in de slijmvliezen, indien veroorzaakt door een infectie met bijvoorbeeld Helicobacter pylori (maagslijmvlies), kan een antibioticum al voldoende zijn om het lymfoom te bestrijden.
In overige gevallen bestaat behandeling in vroege stadia uit radiotherapie en/of Rituximab, en uit chemotherapie in latere stadia. Chemotherapie als R-CVP wordt voor deze vorm veelal toegepast.
Behandelstrategieën worden gebaseerd op behandelingen voor het folliculair lymfoom, zo worden Bendamustine en Lenalidomide gecombineerd met Rituximab. In enkele gevallen (off-label) wordt polatuzumab sinds 2020 ook ingezet als tweedelijnsbehandeling.

## Prognose
De prognose van MZL is over het algemeen goed. Het lymfoom groeit langzaam en reageert meestal goed op behandelingen. Naarmate het stadium van de aandoening vordert neemt de kans op een recidief echter toe, waardoor het steeds moeilijker wordt om het lymfoom te bestrijden. In gevorderde stadia wordt het lymfoom in principe als ongeneeslijk beschouwd.
Bij relatief jonge en fitte patiënten met goede reacties op eerdere behandelingen kan men uiteindelijk besluiten een allogene stamceltransplantatie toe te passen, waarmee, in die gevallen, het lymfoom soms volledig kan worden bestreden.